# Middletown (Maryland)
Middletown è un comune degli Stati Uniti d'America, situato nello Stato del Maryland, nella contea di Frederick.